# Gerhard Rosenfeld
Gerhard Rosenfeld (* 10. Februar 1931 in Königsberg; † 5. März 2003 in Bergholz-Rehbrücke bei Potsdam) war ein deutscher Komponist. Er wurde unter anderem durch seine Filmmusiken und Opernwerke bekannt.

## Leben
Gerhard Rosenfeld studierte von 1952 bis 1954 Musikwissenschaft an der Humboldt-Universität zu Berlin und von 1954 bis 57 bei Rudolf Wagner-Régeny die Fächer Musiktheorie und Komposition an der Deutschen Hochschule für Musik Berlin. Von 1958 bis 1961 war er Meisterschüler bei Hanns Eisler und Leo Spies an der Akademie der Künste der DDR, von 1961 bis 1964 Lektor an der Internationalen Musikbibliothek Berlin und  Lehrbeauftragter für Musiktheorie an der Deutschen Hochschule für Musik Berlin sowie für Filmmusik an der Deutschen Hochschule für Filmkunst Potsdam-Babelsberg.
Nach Erfolgen mit klassischer Musik (Violinkonzert, 1963) wurde Rosenfeld in den 1960er Jahren einer der profiliertesten und meistbeschäftigten Filmkomponisten der DEFA. Ab 1964 war er als freischaffender Komponist tätig und lebte in Bergholz-Rehbrücke. Er schrieb die Musik zu Kino-, Dokumentar-, Kurz-, Kinder- und Trickfilmen. Darunter sind Klassiker wie Das Kaninchen bin ich (1965), Alfons Zitterbacke (1966) und Die Fahne von Kriwoj Rog (1968). Ein Projekt, das er seit 1966 auch nach der Wiedervereinigung Deutschlands bis zu seinem Tod betreute, war die Langzeitdokumentation Die Kinder von Golzow.
Rosenfeld komponierte sechs Opern, darunter Das alltägliche Wunder (nach Jewgeni Schwarz, Uraufführung 1973 in Stralsund), Der Mantel (nach Gogol, Uraufführung 1978 in Weimar), Die Verweigerung (nach Gogol, Uraufführung 1989 in Osnabrück) sowie Kniefall in Warschau über Willy Brandt (Libretto von Philipp Kochheim, Uraufführung 1997 in Dortmund). Das Requiem für Kaza Kathárinna (Dem Andenken und zur Ehre aller verfolgten Zigeuner) wurde 1990 in der St. Johanniskirche Mainz uraufgeführt und 1996 auf CD veröffentlicht.
Im Oktober 1986 wurde er als Nachfolger von Wilhelm Neef zum Vorsitzenden des Bezirksverbandes Potsdam des Verbandes der Komponisten und Musikwissenschaftler der DDR gewählt.
Rosenfeld wurde für seine Leistungen mehrfach ausgezeichnet. 1968 erhielt er den Hanns-Eisler-Preis, 1970 den Kunstpreis des FDGB, 1973 den Kunstpreis der DDR sowie 1980 den Nationalpreis III. Klasse.

## Werke
Film- und Fernsehmusiken
- 1960: Notwendige Lehrjahre
- 1961: Drei von vielen
- 1962: Im Pergamon-Museum
- 1963: Geheimnis der 17
- 1964: Das Lied vom Trompeter
- 1964: Peterle und die Weihnachtsgans Auguste
- 1965: Barfuß und ohne Hut
- 1966: Elf Jahre alt
- 1967: Das Mädchen auf dem Brett
- 1967: Wir waren in Karl-Marx-Stadt
- 1967: Der Sekretär
- 1969: Drei von der K
- 1970: Wenn man vierzehn ist
- 1970: Auf der Oder
- 1970: Dr. med. Sommer II
- 1970: Mein lieber Robinson
- 1973/90: Die Taube auf dem Dach
- 1974: Johannes Kepler
- 1974: Sagen wird man über unsre Tage (Dokumentarfilm)
- 1975: Bankett für Achilles
- 1975: Das Haus in der Rheinsteinstraße
- 1975: Ich sprach mit einem Mädchen
- 1976: Unser stiller Mann
- 1976: Das blaue Licht
- 1977: Termin Spirale Eins (Dokumentarfilm)
- 1977: Ein Schneemann für Afrika
- 1978: Einer muß die Leiche sein
- 1979: Addio, piccola mia
- 1980: Die Schmuggler von Rajgrod
- 1981: Unser kurzes Leben
- 1981: Markersbach – Energie des Wassers und des Menschen (Dokumentarfilm)
- 1981: Kippenberg (Fernsehfilm)
- 1981: Darf ich Petruschka zu dir sagen?
- 1983: Erinnerung an eine Landschaft – für Manuela
- 1984: Kaskade rückwärts
- 1984: Eisenbahnerfamilie
- 1989: Geschichte eines Bildes: Der Turm der blauen Pferde, Franz Marc, 1913
- 1991: Hüpf, Häschen hüpf (Fernsehfilm)
- 1997: Da habt ihr mein Leben – Marieluise, Kind von Golzow (Dokumentarfilm)
- 1997: Was geht euch mein Leben an – Elke, Kind von Golzow (Dokumentarfilm)
- 1999: Brigitte und Marcel – Golzower Lebenswege (Dokumentarfilm)
- 2000: Ein Mensch wie Dieter – Golzower (Dokumentarfilm)
- 2002: Jochen – ein Golzower aus Philadelphia (Dokumentarfilm)
- 2003: Eigentlich wollte ich Förster werden

Hörspielmusik
- 1980: Brüder Grimm: Das tapfere Schneiderlein / Der Fischer und seine Frau (auch Dirigent, Mitglieder der Staatskapelle Berlin) – Regie: Dieter Wardetzky (Kinderhörspiel – Litera)
- 1984: Gottfried August Bürger: Wunderbare Reisen zu Lande, zu Wasser und durch die Luft des Freiherrn von Münchhausen, wie er dieselben bei der Flasche im Zirkel seiner Freunde selbst zu erzählen pflegte (auch Dirigent, Mitglieder der Staatskapelle Berlin) – Regie: Dieter Wardetzky (Hörspiel – Litera)
- 1985: Volksbuch: Till Eulenspiegels mehrsteils wohlige Nacht in der Herberg zu Kneiteln  (auch Dirigent, Mitglieder der Staatskapelle Berlin) – Regie: Andreas Scheinert, Jürgen Schmidt (Hörspiel – Litera)

Weitere
- Orchesterwerke
- Werke für Soloinstrumente mit Orchester (unter anderem Violine)
- Bühnenwerke (Oper, Ballett, Schauspiel)
- Kammermusik
- Vokalwerke
- Werke für Zupforchester